# محمد میلانی بناب
محمد میلانی بناب (زادهٔ ۱۳۵۷ در تبریز)، محقق، مترجم، روزنامه‌نگار و نویسنده ایرانی است. وی نویسنده و محقق در حوزه فلسفه مدرن و ادبیات است و در حوزه ویراستاری نیز فعالیت دارد. او از اولین وبلاگنویسان ایرانی در حوزه فلسفه است. در سال‌های اخیر عمده فعالیت‌های روزنامه‌نگاری وی در حوزه پژوهشگر اجتماعی و نقد کتاب بوده است. 
علاوه بر این وی توجه به کرونا را به عنوان بخشی از فهم بشری در حیات زندگی روزمره در قالب مصاحبه و یادداشت‌های انتقادی مطبوعاتی عرضه کرده است. همچنین او از منتقدان جدی و دلواپسان مسئله بحران فرهنگی در ایران و افول تمدن اسلامی- ایرانی علی‌رغم همه تبلیغات و شانتاژهای رسانه‌ای در راستای عکس این مهم، به شمار می‌رود.

## پیشینه
محمد میلانی بناب دانش‌آموخته رشته فلسفه غرب از تهران و نیز فلسفه دین از دانشگاه بین المللی امام خمینی است و فعالیت جدی مطبوعاتی خود را از سال ۱۳۷۸ با روزنامه‌های گزارش روز، فتح، شرق و مجلات، توانا، جهان اندیشه، پیام هاجر آغاز و عضو شورای تحریریه نشریات، آبان، نامه و روزنامه اعتماد (ضمیمه)، بوده‌است. وی نفر دوم جشنواره مطبوعات شهری در حوزه ادبیات کودک و نوجوان در سال ۱۳۸۵ است. او از مترجمان حوزه فلسفه فرهنگ و چهره‌های شاخص این جنبش فکری در فرانسه به‌ویژه ژان بودریار و میشل فوکو است و بر ورود اصول نقادی کانتی در معرفت‌شناسی به حوزه نقد ادبی و سینمایی هم نظر دارد. عمده فعالیت‌های وی در سال‌های اخیر به شناخت، تحلیل و تأثیر مدرنیته در زندگی روزمره و نیز برگزاری دوره‌های آموزشی- تحلیلی در این خصوص معطوف است.
او علاوه بر مجموعه فکر و ذکر ایرانی زندگی‌نامه انتقادی ۲۵ نویسنده، متفکر و تأثیرگذار جریان فکر ایرانی در دوره معاصر در حال تدوین، پژوهش و انتشار دارد، هم اکنون دبیر مترجمان و سرویراستار مجموعه کتاب‌های «جامعه شناسان کلیدی» منتشر شده است از سوی انتشارات روتلج به زبان انگلیسی است. تلاش وی در این مجموعه فرهنگی که توسط انتشارت بزنگاه عرضه می‌شود، ترجمه بسیار دقیق و چاپ مجموعه با مقدمه نویسندگان انگلیسی برای نسخه فارسی این آثار است که درحال انتشار می‌باشد.

## فعالیت‌ها
برخی از فعالیت‌های محمد میلانی بناب عبارتند از:
- ترجمه کتاب بودریار و هزاره اثر کریستفر هُرُکس
- دبیر مترجمان کتاب لودویگ ویتگنشتاین متفکر زبان و زمان [۱۱]
- مجموعه مصاحبه‌های سنت ترجمه متون فلسفی در ایران
- زندگی‌نامه امیرحسین جهانبگلو و پروفسور هشترودی
- ترجمه کتاب جنگ خلیج رخ نداده‌است اثر ژان بودریار
- از دفترچه خاطرات سرباز گاف(گروه سنی نوجوان و جوان)
- کتاب دیده بان شهر(مجموعه مقالاتی در باب اجتماع)
- سرویراستاری مجموعه مقالات ریچارد سوئدبرگ درباب اقتصاد و سیاست با همکاری شخص نویسنده